# Sopho Jalvashi
Sopho Jalvashi (en georgiano: სოფო ხალვაში, en laz: Sopo Xalvaşi) (Batumi, 31 de mayo de 1986) es una cantante georgiana procedente de una familia de origen laz. Fue la primera artista en representar a Georgia en Eurovisión, concretamente en 2007.
Representó a su país con la canción «Visionary dream». Consiguió pasar a la final del festival consiguiendo la 8.ª posición puesto que sólo pasaban las 10 canciones más votadas. En la final, acontecida el 12 de mayo de 2007, acabó en 12.ª posición con 97 puntos de entre 24 participantes.